# Puchar Wysp Owczych w piłce nożnej (1958)
W 1958 roku odbyła się 4. edycja Pucharu Wysp Owczych. Brały w nim wówczas udział jedynie drużyny z pierwszej klasy rozgrywek na archipelagu. Finał zakończył się wynikiem, dającym zwycięstwo drużynie TB Tvøroyri nad HB Tórshavn. Turniej miał dwie fazy:
- Runda wstępna
- Finał

## Uczestnicy
W Pucharze Wysp Owczych wzięły udział drużyny z najwyższego poziomu rozgrywek na archipelagu. Z udziału zrezygnował klub KÍ Klaksvík.
| Meistaradeildin 1958 4 drużyny                        |
| - B36 Tórshavn - HB Tórshavn - TB Tvøroyri - VB Vágur |

## Terminarz
| Runda         | Data meczu       |
| ------------- | ---------------- |
| Runda wstępna | 30 sierpnia 1958 |
| Finał         | 31 sierpnia 1958 |

## Przebieg rozgrywek

### Runda wstępna
| Drużyna 1        | Wynik   | Drużyna 2    |
| ---------------- | ------- | ------------ |
| 30 sierpnia 1958 |         |              |
| HB Tórshavn      | 3:2     | VB Vágur     |
| TB Tvøroyri      | 2:1 pd. | B36 Tórshavn |

| 30 sierpnia 1958 | HB Tórshavn | 3:2   | VB Vágur |                                                         |
|                  |             | (2:0) |          | Sevmýri, Tvøroyri Sędzia: Petur Simonsen (B36 Tórshavn) |

| 30 sierpnia 1958 | TB Tvøroyri | 2:1 (pd.)  | B36 Tórshavn           |                                                         |
| 15:00 WEST       |             | (1:0, 1:1) | 85' Blondie Ejdesgaard | Sevmýri, Tvøroyri Sędzia: Petur Simonsen (B36 Tórshavn) |

### Finał
| 31 sierpnia 1958 15:00 WEST | TB Tvøroyri · ? 25' · ? 32' · ? 50' · ? 66' · ? 70' | 5:3(2:2)Raport | HB Tórshavn · 1' Venna Mortensen · 41' ? · 57' ? | Sevmýri, Tvøroyri |
|                             |                                                     |                |                                                  |                   |

|    |   |                    |
|    |   |                    |
| BR | ? | Poul Einarsson     |
| OB | ? | George Niclasen    |
| OB | ? | Hjarnar Bech       |
| OB | ? | Thorbjørn Djurhuus |
| OB | ? | Kaj Vilhelm Meyer  |
| PO | ? | Óli Jóhan Viberg   |
| PO | ? | Mervyn Dimon (C)   |
| PO | ? | Hans Strøm         |
| NA | ? | Pauli Nolsøe       |
| NA | ? | Arni Nolsøe        |
| ?? | ? | Petur Holm         |

|    |   |                      |
|    |   |                      |
| BR | ? | Petur Hans Poulsen   |
| OB | ? | Marius Johan Jensen  |
| OB | ? | Birgir Hansen        |
| OB | ? | Jákup Luth. Joensen  |
| PO | ? | Gunleif Midjord      |
| PO | ? | Brynjer Gregoriussen |
| NA | ? | Venna Mortensen      |
| NA | ? | Eivin Dam            |
| NA | ? | Eyðfinn Sondum       |
| ?? | ? | Harry á Lava         |
| ?? | ? | Eigil Lyngsøe        |

| Zdobywca Pucharu Wysp Owczych 1958 |
| ---------------------------------- |
| TB Tvøroyri 2. tytuł               |